# Полет 1285R на „Ароу Еър“
Полет 1285R на „Ароу Еър“ е международен чартърен полет, който превозва персонал на армията на Съединените американски щати от Кайро, Египет, до основната им база във Форт Кембъл, Кентъки, през Кьолн, Западна Германия, и Гандер, Нюфаундленд. Сутринта в четвъртък, 12 декември 1985 г., малко след излитане от канадското международно летище „Гандер“ на път за Форт Кембъл, „Макдонъл Дъглас DC-8“, който изпълнява този полет, блокира, разбива се и изгаря на около 800 метра от пистата и убива всичките 248 пътници и 8 членове на екипажа на борда. Към 2025 г. това е най-смъртоносният авиационен инцидент на канадска земя. По време на катастрофата това е най-смъртоносният авиационен инцидент с участието на DC-8, а от 1991 г. той е вторият най-смъртоносен след катастрофата на самолета при полет 2120 на „Найджерия Еъруейс“, почти шест години по-късно.
Инцидентът се разследва от Канадския съвет за авиационна безопасност, който установява, че вероятната причина за катастрофата е неочаквано високото съпротивление на самолета и намаленото повдигане, най-вероятно поради замърсяване с лед по предните ръбове и горните повърхности на крилата, както и подценено бордово тегло. В доклад с особено мнение се посочва, че инцидентът може да е причинен от експлозия на борда с неизвестен произход преди удара, като един от тези несъгласни следователи по-късно казва на комисия на Конгреса на Съединените американски щати, че тънък слой лед не може да свали самолета. Същият доклад довежда от забавяне на промените в процедурите за размразяване и тънък слой лед причинява смъртоносната катастрофа на самолета при полет 1363 на „Еър Онтарио“ в Канада през 1989 г.
Броят на всички загинали 256 души на борда – 248 американски военнослужещи и 8 членове на екипажа, определя това като най-смъртоносната самолетна катастрофа в Канада и най-смъртоносната въздушна катастрофа на армията на Съединените американски щати в мирно време.